# Les Green à Big City
Les Green à Big City (Big City Greens) est une série d'animation américaine créée par The Houghton Brothers et diffusée depuis le 18 juin 2018 sur Disney Channel.
En France et Suisse, la série est diffusée du 18 juin 2018 au 30 avril 2020 sur Disney XD France et depuis le 4 février 2019 sur Disney Channel, et au Québec depuis le 22 décembre 2018 sur La Chaîne Disney.

## Synopsis
La série suit le personnage de Cricket Green, un paysan malicieux et optimiste qui déménage vers la grande ville aux côtés de sa famille.

## Personnages
Personnages principaux
- Cricket est un paysan qui a déménagé de sa ferme pour la grande ville.
- Tilly est une paysanne qui est la grande sœur de Cricket.
- Bill est un fermier qui est le père de Cricket et de Tilly.
- Grand-mère Alice est la grand-mère de Cricket et de Tilly, et la mère de Bill.

Personnages récurrents
- Remy est le meilleur ami de Cricket.
- Gloria est la serveuse de café au Big Coffee.
- Officier Keys est l'un des policiers de Big City.
- Benny est un enfant bizarre qui adore Cricket.
- Nancy Green est la mère de Cricket et de Tilly, et l'ex-femme de Bill.

## Distribution

### Voix originales
- Chris Houghton : Cricket Green
- Marieve Herington : Tilly Green
- Bob Joles : Bill Green
- Artemis Pebdani : grand-mère Alice
- Zeno Robinson : Remy Remington
- Anna Akana : Gloria
- Monica Ray : Kiki
- Luke Lowe : Benny
- Lamar Woods : Weezie
- Nicole Byer : Andromeda
- Andy Daly : officier Keys
- Wendi McLendon-Covey : Nancy Green
- Jenna Ortega : Gabriella Espinosa
- Danny Trejo : Vazquez
- Paul Scheer : Chip Whistler
- Colton Dunn : Brett, Russell Remington
- Lorraine Toussaint : Rashida Remington
- Maurice LaMarche : Mr. Grigorian
- Cheri Oteri : Gwendolyn Zapp
- Betsy Sodaro : Community Sue
- John Early : Alexander
- Fozzie Bear : Dr. Enamel

### Voix françaises
- Thibaut Delmotte : Cricket Green
- Marie du Bled : Tilly Green
- Simon Duprez : Bill Green
- Fabienne Loriaux : Grand-mère Alice
- Maxime Donnay : Remy Remington, Alexander
- Gauthier de Fauconval : officier Keys
- Nancy Philippot : Nancy Green, Benny
- Audrey Devos : Gloria, Kiki
- Benjamin Thomas : Weezie
- Nathalie Hons : Rashida Remington
- Sébastien Hébrant : Chip Whistler, Brett
- Michel Hinderyckx : Vazquez, Mr. Grigorian
- Héléna Copplejeans : Andromeda, Comunity Sue
- Julia Khaye : Gabriella Espinosa, Gwendolyn Zapp

Version française
- Studio de doublage : Dubbing Brothers Belgique
- Direction artistique : Véronique Fyon
- Adaptation des dialogues : Virginie Lainé, Marie Laroussinie
- Adaptation et direction des chansons : Patrick Waleffe

## Production
Le 4 mars 2016, Disney XD donne le feu vert à la série sous le titre de Country Club.
La série est créée par The Houghton Brothers, Chris et Shane Houghton, qui ont anciennement travaillé sur la série Nickelodeon Harvey Beaks. Chris Houghton a travaillé en tant qu'artiste en storyboard sur Souvenirs de Gravity Falls avec Rob Renzetti.
Le 21 juillet 2017, la série a été renommée sous son titre actuel.
Le 22 juillet 2017, la série est diffusée en avant-première au San Diego Comic-Con International 2017.
Le 17 mai 2018, la série a été renouvelée pour une deuxième saison.
Le 13 janvier 2021, la série a été renouvelée pour une troisième saison.
Le 21 janvier 2022, la série a été renouvelée pour une quatrième saison et un nouveau film Les Green à Big City, le film : Vacances dans l'espace qui ferait partie de la collection des Disney Original Movies prévue le 6 juin 2024 sur Disney Channel, également sur Disney+ le 7 juin,,
.
Le 11 juin 2024, la série a été renouvelée pour une cinquième saison.

### Fiche technique
- Titre français : Les Green à Big City
- Titre original : Big City Greens
- Création : The Houghton Brothers
- Réalisation : Chris Houghton, Monica Ray, Matt Braly, Tiffany Ford, Shane Houghton, Natasha Kline
- Scénario : Shane Houghton, Chris Houghton, Jonathon Wallach, Kenny Byerly, Amy Hudkins, Jennifer Keene, Carson Montgomery, Charlie Gavin, Anna O'Brian, Cheyenne Curtis, Caldwell Tanner, etc.
- Musique : Joachim Horsley
- Production :
  - Producteur : Joachim Horsley
  - Producteurs exécutifs : Rob Renzetti, Chris Houghton, Shane Houghton, Jason Wyatt
- Société de production : Disney Television Animation
- Société de distribution : Disney XD Original
- Pays d'origine :  États-Unis
- Langue originale : anglais
- Format :
  - Format image : 720p (HDTV)
  - Format audio : 5.1 surround sound
- Genre : comédie, aventure
- Durée : 22 minutes
- Diffusion :  États-Unis,  France
- Doublage français : Dubbing Brothers

## Épisodes
| Saison | Saison                                          | Épisodes | États-Unis        | États-Unis    | France           | France           |
| Saison | Saison                                          | Épisodes | Début de saison   | Fin de saison | Début de saison  | Fin de saison    |
| ------ | ----------------------------------------------- | -------- | ----------------- | ------------- | ---------------- | ---------------- |
|        | Country Kids in the City shorts (mini-épisodes) | 7        | 16 juin 2018      | 22 août 2018  | en cours         | en cours         |
|        | 1                                               | 30 (58)  | 18 juin 2018      | 9 mars 2019   | 18 juin 2018     | 22 décembre 2019 |
|        | 2                                               | 30 (58)  | 16 novembre 2019  | 3 avril 2021  | 16 mars 2020     | 2021             |
|        | 3                                               | 20       | 9 octobre 2021    | 25 mars 2023  | 6 juin 2022      | 19 mai 2023      |
|        | 4                                               | 30       | 23 septembre 2023 | en production | 23 novembre 2024 |                  |

### Country Kids in the City shorts
| № | Titre français            | Titre original | Première diffusion |
| - | ------------------------- | -------------- | ------------------ |
| 1 | Titre en français inconnu | Hog Ride       | 16 juin 2018       |
| 2 | Titre en français inconnu | Tea Party      | 22 juin 2018       |
| 3 | Titre en français inconnu | The Last Donut | 27 juin 2018       |
| 4 | Titre en français inconnu | Duck Sandwich  | 2 juillet 2018     |
| 5 | Titre en français inconnu | Secret Cat     | 22 juillet 2018    |
| 6 | Titre en français inconnu | Tilly's Cat    | 25 juillet 2018    |
| 7 | Titre en français inconnu | Bee Tree       | 22 août 2018       |

### Saison 1 (2018-2019)
1. Une poule dans l'espace / Soirée steaks (Space Chiken / Steak Night)
2. Le combat de Cricket / La patate bleue (Cricket Versus / Blue Tater)
3. Le grand plongeon / La chèvre de Tilly (Swimming Fool / Tilly's Goat)
4. Tilly la babysitter / Le rêve d'enfance de Bill (Cricketsiter / Backflip Bill)
5. Le permis de Grand-mère / Ma très chère Daisy (Gramma's License / Bear Trapped)
6. La photo de famille / Au secours de Remy (Photo' Op / Remy Rescue)
7. Embouteillages / Maman Oiseau (Gridlocked / Mama Bird)
8. Bienvenue chez vous / Faites comme les ratons-laveurs (Welcome Home / Racooned)
9. Fusion marine / Le foot-animal (Fill Bill / Critterball Crisis)
10. La parade / Leçon d'indépendance (Parade Day / DIY Guys)
11. Les gargouilles / Scandale au supermarché (Gargoyle Gals / Supermarket Scandal)
12. Barry Cuda / Les Green à l'hôtel (Barry Cuda / Suite Retreat)
13. Le trésor des Green / La vie d'artiste (Family Legacy / Paint Misbehavin)
14. Soirée film / Argent facile (Rated Cricket / Homeshare Hoedown)
15. À la place de Cricket / Les petits producteurs (Cricket's Shoes / Feud Fight)
16. Alerte info / Les cyber-chevaliers (Breaking News / Cyberbullies)
17. La visite de Big City / Le dîner (Tilly Tour / Dinner Party)
18. Le café de la liberté / La disparition de Phoenix (Coffee Quest / Phoenix Rises)
19. Lune Sanglante (Blood Moon)
20. La folie de Thanksgiving / Le chat du voisin (Big Deal / Forbidden Feline)
21. Nancy Green (Uncaged)
22. Du paprika pour papa / Un trophée à toux prix (Harvest Dinner / Winner Winner)
23. Le secret de Bill / Cricket et Serpy (Night Bill / Cheap Snake)
24. Tilly et Henry / Imagination (Hiya Henry / People Watching)
25. Le bal de la Saint-Valentin / Le mystérieux pollueur (Valentine's Dance / Green Streets)
26. Chez le dentiste / Nuit blanche (Hurty Tooth / Sleepover Sisters)
27. La caravane de Nancy / Chez les Remington (Trailer Trouble / Mansion Madness)
28. Une journée au parc / Les biscuits de Grand-mère (Park Pandemonium / Cricket's Biscuits)
29. Les moufettes / Grosse colère (Skunked / Axin' Saxon)
30. L'appartement de Cricket / Tilly bénévole (Cricket's Place / Volunteer Tilly)

### Saison 2 (2019-2021)
Le 17 mai 2018, la série a été renouvelée pour une deuxième saison
1. Cricket, star de la pub / Problème de voiture[9] (Cricket’s kapowie / Car trouble)
2. Légende urbaine / La fontaine à vœux[10] (Urban Legend / Wishing Well)
3. Ascenseur en panne / Mauvaise influence (Evelator Action / Bad Influencer)
4. Joyeux Noël (Green Christmas)
5. Le boulet de la réconciliation / Sortie en boîte[11] (Reckoning Ball / Clubbed)
6. Cricket superstar / Le stage de football[12] (Impopstar / Football Camp)
7. Vague de chaleur / La vérité est ailleurs[13] (Heat Beaters / Bill-iever)
8. Attention au requin / Cricket marionnettiste (Shark Objects / Dream Weaver)
9. Bill est accro / Côté Sauvage (Level Up / Wild Side)
10. Histoires de Grand-mère / La ferme des animaux[14] (Garage Tales / Animal Farm)
11. Addition salée / Le meilleur cadeau[15] (Desserted / The Gifted)
12. Avenir incertain / Grand-mère au volant[16](Time Crisis / Gramma driver)
13. Le style Tilly / Le robot fermier[17] (Tilly style / I, Farmbot)
14. La foire aux amis / Le filou filouté[18] (Friend Con / Flimflammed)
15. La ferme des Green / Le monde magique des poupées[19](Greens' Acres / Dolled Up)
16. Le copain de Gabriella / Bill fait des économies[20] (Gabriella's Fella / Cheap Show)
17. Les Green sans défaut / Les Billets de Cricket[21] (Green Mirror / Cricket's Tickets)
18. La pièce de théâtre / Super Grand-mère[22] (Time Circle / Super Gramma!)
19. Le plus beau cadeau / Excès de prudence[23] (Present Tense / Hurt bike)
20. Silence, s'il vous plaît / Naufrage [24](Quiet Please / Chipwrecked)
21. Chipocalypse Now (Chipocalypse Now)
22. Contrôle des loyers / Or de la piscine (Rent Control / Pool's Gold)
23. Grande résolution / Green d'hiver (Big Resolution / Winter Greens)
24. Mages et labyrinthes / Okay Karaoké (Mages and Mazes / Okay Karaoké)
25. Soirée rendez-vous / La pièce (Date Night / The Room)
26. Le gros mot / Le stand des Green (Bleeped / Sellouts)
27. Accro au fast-food / La théorie des spaghetti (Fast Foodie / Spaghetti Theory)
28. Remy l'influenceur / Les dessins animés (Ding Dongers / Animation Abominable)
29. Le van / Nancy la gagne (The van / The bat girl)
30. Cousine Jilly / Le café de Gloria (Cousin Jilly / Gloria's Café)

### Saison 3 (2021-2023)
Elle est diffusée du 9 octobre 2021 au 25 mars 2023.
1. Big Citrouille (Squashed!)
2. La vie de patronne / Papagande (Boss Life / Papaganda)
3. Petit pote / Jardin Zen (Little Buddy / Zen Garden)
4. Entrée interdite / Fête secrète (No Service / Takened)
5. Idées vertes / Une trêve vieille histoire (Green Greens / Truce Bomb)
6. Soirée jeux / Gros soucis (Trivia Night / Big Trouble)
7. Bill le Fiable / Le robot-livreur' (DependaBill / The Delivernator)
8. Écoute-moi / Sur grand écran (Listen Up! / Big Picture)
9. Rembo / Le bocal de terre (Rembo / Dirt Jar)
10. Le déménagement (The Move)
11. La campagne / Montagne de déchets (Country Side / Junk Mountain)
12. Rémy le fermier / Le retour de Phœnix (Farmer Remy / Homeward Hound)
13. Concours de tarte / Queue de rat (Pie Hard / Rat Tail)
14. L'épi-couronnement / Le montage (Frilly Tilly / Montaged)
15. Livraison à haut risque / Pas très à cheval (Pizza Deliverance / Horse Girl)
16. Noël virtuel (Virtually Christmas)
17. Correspondants / Étudier à l'étranger (Pen Pals / Study Abroad)
18. La Casa de Miel / Le maire chien (Honey Heist / Dog Mayor)
19. Tranquille Bill / Lapins à la ferme (Chill Bill / Bunny Farm)
20. Long adieu (Long Goodbye)

### Saison 4 (2023-2025)
Elle est diffusée depuis le 23 septembre 2023.
1. L'art compliqué de la décision / Tilly, star des jingles (Truck Stopped / Jingled )
2. Fred le Fermier / Procès chez les Green (Stand-Up Bill / Green Trial)
3. Le retour du grand-père / Le roi de l'accumulation (Bad Dad / Junk Jinkie)
4. La poignée de main / La vie sociale de Gloria (Handshaken / Coffee Mates)
5. La passion de la glace / Chip, le retour (Iced / Chipped Off)
6. Interneté / Il faut aider Gregly (Internetted / Guiding Gregly)
7. Arbre généalogique / Sans surveillance (Family Tree / Unguarded)
8. Jungle de béton / Pack de démarrage (Concrete Jungle / Starter Pack)
9. Le sens du dollar / Le vrai cri (Dollar Senge / True Cawing)
10. Bonne Aventure / Sans Issue (Fortune Feller / No Escape)
11. Le dindon de la farce / La grange aux bonnes affaires (Turkey Trouble / Hard Bargain)
12. Mon beau sapin / Le spleen (Dream Tree / Blue Greens)
13. Titre français inconnu (Hullabaloo'd / Jaded)
14. Titre français inconnu  (Dog Proof / Cricket Control)
15. Titre français inconnu  (April Fool / Good Grief)
16. Titre français inconnu  (Evil Family / Greens Underground)
17. Titre français inconnu (Freebie Frenzy / TP'd)
18. Titre français inconnu (Chocolate Santa / Meadow Mania)
19. Titre français inconnu (Split Decision / Skipped Over)
20. Titre français inconnu (One Hundred)
21. Titre français inconnu (Chip's Revenge)
22. Titre français inconnu (Charity Case / Like Father)
23. Titre français inconnu (Locked In / City Wayne)
24. Titre français inconnu (Saxon Saxability / Remy Dillemy)
25. Titre français inconnu (Swashbuckled / Nick Scouts)
26. Titre français inconnu (Flexed / After Dark)
27. Titre français inconnu (Spinned Off / Broken Karted)
28. Titre français inconnu (Short Wait / Awful Lawful)